# Анрі Барук
Анрі́ Бару́к (Барю́к) (фр. Henri̇́ Barúk; 15 квітня 1897, Сент-Аве — 14 червня 1999, Валь-де-Маре) — французький психіатр і нейробіолог єврейського походження. Завоював широку міжнародну відомість.
Анрі Барук був глибоко вірним юдеєм, й дотримувався гуманістичних традицій та принципів «моральної терапії», закладеної у французькій психіатрії Філіпом Пінелєм й Жаном-Етьєном Домініком Екскіролем. Наукові дослідження Анрі Барука багато в чому надихалися вивченням Тори й Талмуда.

## Життя
Дитинство провів серед пацієнтів психіатричної лікарні Луїсвілла, де батько, Жак Барук, служив суперінтендантом (головним лікарем). Під час Першої світової війни Анрі Барук був призваний до французької армії. За проявлені їм під час військової служби відвагу, мужність й хоробрість нагороджений Воєнним хрестом Франції.

## Наукові погляди
Анрі Барук різко критикував теорії й практики психоаналізу. Причиною до несприйняття їм психоаналітичних теорій була їх умоглядність й неперевіреність в експерименті, а також догматизм послідовників Зигмунда Фрейда. Причиною ж неприйняття ним практик психоаналізу була директивність багатьох психоаналітиків, які щиро вважали, що вони краще пацієнта знають, що саме він чи вона відчуває, і що саме їх інтерпретація почуттів, бажань, думок і спонукань пацієнта є єдиною вірною, а будь-яка незгода пацієнта, оголошувалася проявом «болючого невротичного опору» запропонованої психоаналітичної корекції.